# Nature morte aux fruits (Courbet)
Pour les articles homonymes, voir Nature morte (homonymie).
« Nature morte aux fruits » est un thème récurrent exploité par Gustave Courbet durant la période des années 1871-1872 qui qualifie de manière générique une série d'huiles sur toile de petit et moyen formats. Elle vient rompre le silence artistique imposé au peintre par la guerre de 1870, la Commune, l'emprisonnement et la maladie, s'inscrivant, au sein du vaste corpus de son œuvre, dans la lignée d'une production de peinture de genre, où l'expression florale tient également un rôle non négligeable.

## Circonstances du thème
Après avoir exposé en mai 1870 au Salon de Paris deux toiles révélant son attachement particulier aux rivages maritimes normands (La Falaise d'Étretat après l'orage, La Mer orageuse), thème magnifié par la série La Vague, Gustave Courbet se retrouve surpris à Paris par l'entrée en guerre de la France à la mi-juillet. Dès lors républicain, pendant plusieurs mois il va s'impliquer sur le terrain politique, et, tout en se mettant au service de la protection du patrimoine français, délaisser sa production de peintures, totalement accaparé par sa mission. Arrêté le 7 juin 1871, condamné pour avoir fait renverser la colonne Vendôme, Courbet est emprisonné jusqu'au 1er mars 1872 : c'est durant ce séjour carcéral et convalescent, principalement entre Sainte-Pélagie, située non loin de son atelier de la rue Hautefeuille, et la clinique du docteur Duval située à Neuilly où il entre le 30 décembre pour être opéré, qu'il parvient, en dépit des réticences de l'administration, à produire une série de petits formats, des natures mortes montrant un mélange de plusieurs sortes de fruits mis en scène au sein de diverses compositions. La seule toile de cette période faisant figure d'exception est l'Autoportrait à Sainte-Pélagie (1872), elle-même sujette à de nombreux problèmes d'interprétation et d'analyse. Courbet, comme Édouard Manet et Gustave Doré, face à cette situation de guerre civile, n'a pas produit de tableau reflétant cette tragédie mais ses carnets de croquis sur le vif révèlent bien qu'il fût le témoin direct de la répression qui s'ensuivit.
Depuis 1870, Courbet était en compte avec la galerie de Paul Durand-Ruel : celui-ci va lui racheter l'ensemble de ses natures mortes, et alors que le jury du Salon de Paris d'avril 1872 refuse d'exposer le peintre, le galeriste monte une exposition Courbet qui attire de nombreux acheteurs étrangers. Dans la Chronique illustrée du 6 mai 1872, le caricaturiste Faustin Betbeder, féroce, montre un dessin de nature morte qu'il intitule Les Fruits de la réflexion tombés avant maturité pour avoir passé six mois à l'ombre ! 17.000 francs le tas, traduisant le malaise médiatique dans lequel se trouve pris l'artiste.
Libéré, Courbet repart vers Ornans en mai et choisit ensuite de voyager dans sa région natale, explorant le Jura suisse, puis de s'entourer d'assistants, alors que l'État décide de lui réclamer au nom de la loi les frais de la reconstruction de la Colonne. Le 23 juillet 1873, menacé par la faillite et la saisie de tous ses biens, il s'exile en Suisse.

## Analyse
La nature morte est un thème classique de la peinture que Courbet n'avait exploité auparavant que sous la forme de compositions florales, des bouquets, surtout à partir de 1862-1863, lors de son séjour en Saintonge, héritières directes des maîtres napolitains et hollandais des siècles passés. C'est aussi l'époque où, grâce entre autres aux travaux des frères Goncourt, on redécouvre les compositions de Chardin.
L'inventaire laisse apparaître une vingtaine de toiles représentant des fruits mais toutes n'ont pas la même facture ni le même ordre de composition, ni le même traitement. Les fruits les plus représentés, plus grands que nature, sont la pomme, la poire, la grenade, le coing, et sont montrés parfois en état de décomposition. Choisissant tour à tour un cadrage serré ou large, Courbet travaille à partir d'un fond noir pour aller vers les couleurs éclatantes des fruits, mais globalement, ses toiles restent sombres, les fruits entourés de paysages crépusculaires ou de fonds unis pris dans une palette aux teintes marron, automnales. On trouve, reliées à cette série, d'autres toiles, que sont par exemple la Femme aux dahlias et la Branche de pommier en fleurs, à savoir, un portrait quasi fantomatique surmonté d'un éclatant et minutieux bouquet, et une composition florale reliée aux fruits. De même, Courbet accorde à certaines de ses compositions une importance quant au décor, qui se retrouve parfois comme éclairé : on suppose que ces toiles-ci datent du printemps 1872, résultat d'une confiance retrouvée en l'avenir, ce que traduirait le choix des coloris plus éclatants : contrairement aux autres, elles ne portent pas la mention « Sainte-Pélagie » à côté de la signature du peintre.
L'influence de ses toiles dépouillées au format presque austère est notable chez Paul Cézanne, qui en fut le témoin sensible lors de l'exposition Durand-Ruel.

## Inventaire public
| Titre                                            | Dimension (cm) | Pays        | Ville        | Localisation                       | Statut |
| ------------------------------------------------ | -------------- | ----------- | ------------ | ---------------------------------- | --- |
| Nature morte aux pommes                          | 59 × 73        | Pays-Bas    | La Haye      | Collection Mesdag                  | F.770, entrée en 1903                                                                                                   |
| Pommes rouges au pied d'un arbre                 | 50,5 × 61,5    | Allemagne   | Munich       | Neue Pinakothek                    | F.771, entrée en 1911                                                                                                   |
| Fruits dans une corbeille                        | 60 × 73        | États-Unis  | Shelburne    | The Shelburne Museum               | F.776 |
| Pommes et poires (table de jardin)               | 46 × 56        | Danemark    | Copenhague   | Ny Carlsberg Glyptotek             | F.777, entrée en 1953                                                                                                   |
| Pommes et poires                                 | 24 × 32,5      | États-Unis  | Philadelphie | Philadelphia Museum of Art         | F.778, entrée en 1963                                                                                                   |
| Nature morte, pommes et grenades                 | 44 × 61        | Royaume-Uni | Londres      | National Gallery of Art            | NG5983, entrée en 1951                                                                                                  |
| Nature morte aux pommes et aux poires            | 27,5 × 46,5    | Royaume-Uni | Londres      | William Morris Gallery             | BrO28, entrée en 1935                                                                                                   |
| Grenades                                         | 26,7 × 34,9    | Royaume-Uni | Glasgow      | Kelvingrove Art Gallery and Museum | Entrée en 1944 |
| Pomme, poire, orange                             | 13 × 20,7      | Royaume-Uni | Glasgow      | Glasgow Museums                    | 2384, entrée en 1944 |
| Fruit                                            | 17,8 × 36,8    | Royaume-Uni | Glasgow      | Collection Burrell                 | 35.66, entrée en 1944                                                                                                   |
| Nature morte aux pêches                          | 27,3 × 50,5    | Royaume-Uni | Perth        | Perth Museum and Art Gallery       | Don de Robert Browne |
| Nature morte aux pommes                          | 59 × 48        | Pays-Bas    | Amsterdam    | Rijksmuseum                        | Entrée en 1900 |
| Nature morte aux fruits : pommes et grenades     | 22 × 27        | France      | Paris        | Musée d'Orsay                      | Entrée en 1948 (Alger) puis 1986                                                                                        |
| Pommes, poires et primevères sur une table       | 59,7 × 73      | États-Unis  | Pasadena     | Norton Simon Museum                | |
| Nature morte : fruits                            | 59 × 72        | États-Unis  | New York     | Metropolitan Museum                | |
| Grappe de raisin                                 | 40,5 × 32,3    | France      | Paris        | Petit Palais                       | PPP574, entrée en 1913                                                                                                  |
| Raisins                                          | 20 × 25        | France      | Lisieux      | Musée d'Art et d'Histoire          | Huile sur bois, MBA.97.7.1, entrée en 1893                                                                              |
| Nature morte aux pommes, poires et grenades      | 27,3 × 41,2    | États-Unis  | Dallas       | Dallas Museum of Art               | Mention peinte « Ste Pélagie » Entrée en 1985                                                                           |
| Nature morte                                     | 30 × 40 ?      | Russie ?    |              |                                    | Collection François de Hatvany, spoliée en 1944, non localisée                                                          |
| Nature morte aux pommes et poires dans un panier | 36 × 44        | Allemagne ? |              |                                    | Max Meirowsky (en), dernier possesseur (1937) ; vendue par Auktionshaus Hans W. Lange, Berlin (18 et 19 novembre 1938), |

### Autres séries dans l'œuvre de Courbet
- Série de peintures de Gustave Courbet